# Cenes de la Vega
Cenes de la Vega, también llamado coloquialmente como Cenes, es un municipio español situado en la parte central de la comarca de la Vega de Granada, en la provincia de Granada, comunidad autónoma de Andalucía. Limita con los municipios de Granada —por los distritos Genil y Albaicín—, Pinos Genil, Monachil y Huétor Vega. Por su término discurre el río Genil.
El municipio cenero es una de las treinta y cuatro entidades que componen el área metropolitana de Granada, y comprende el núcleo de población de Cenes de la Vega —capital municipal— y los diseminados de Samaniego y Culebra. Cabe destacar que los núcleos de Lancha del Genil y Los Pinillos se encuentran anexos a la localidad, pero pertenecen a otros municipios.
En la actualidad está constituida como una pequeña ciudad-dormitorio a 5 km de la capital granadina, y su principal actividad económica es la hostelería, con tres hoteles de tres estrellas, media docena de restaurantes y una veintena de bares, mesones y cafeterías. También es el único municipio que cuenta con transporte urbano integrado en el sistema de la capital (Línea 33).

## Geografía

### Orografía
Cenes de la Vega cuenta con una orografía irregular, situándose el pueblo a uno de los lados del valle por el que pasa el río Genil, sobre la ladera del cerro del Oro. El punto más bajo se sitúa a unos 700 m s. n. m., y el más alto situado a alrededor de 1200 m s. n. m. en la zona del Purche, donde delimita con Monachil. El cerro del Oro, en cuya ladera se asienta Cenes de la Vega, alcanza una altitud de 1020 m s. n. m., y es llamado así ya que bajo este existen vetas de oro que se extienden hasta la Alhambra, y las cuales los romanos y franceses ya estuvieron explotando.

### Clima
El clima en Cenes de la Vega es mediterráneo continentalizado, por lo que es caluroso y seco en verano, y en invierno las temperaturas son bajas y las precipitaciones abundantes. El mes más cálido es julio con una temperatura media de 25 °C y el mes más frío es enero con una temperatura media de 6 °C.

## Historia
El origen de Cenes de la Vega como municipio está datado en el año 1572, según consta en el archivo municipal. Sin embargo, ya existía en la época árabe, pero sus habitantes sólo se desplazaban allí en la época de la cría de la seda, viviendo en Granada el resto del año. Hay quien explica su fundación por la proximidad a la ya desaparecida Casa Fuerte, llamada en la época nazarí Dar al Ouet. Se trataba de un palacio árabe situado junto al río Genil, en las afueras de la capital. Asimismo se han hallado sepulturas de origen morisco en terrenos del barrio de la Venta, donde han aparecido vasijas de barro, aunque lo que ha quedado fechado fehacientemente es su existencia en el 1572. A partir de la segunda mitad del siglo XX se produce un incremento demográfico considerable, al recibir habitantes de otros puntos de la provincia y se convierte para muchos en una ciudad dormitorio.

## Demografía
Cenes de la Vega cuenta con una población de 8296 habitantes (INE 2024).
| Gráfica de evolución demográfica de Cenes de la Vega entre 1842 y 2021                                              |
| |
| Población de derecho según los censos de población del INE Población de hecho según los censos de población del INE |

## Economía

### Evolución de la renta media anual por habitante
| Gráfica de evolución de Renta media por habitante entre 2013 y 2021 |
|                                                                     |
| Renta media por habitante en Cenes de la Vega en euros.             |

## Administración y política
Los resultados en Cenes de la Vega de las últimas elecciones municipales, celebradas en mayo de 2023, son:
| Elecciones Municipales - Cenes de la Vega (2023) | Elecciones Municipales - Cenes de la Vega (2023) | Elecciones Municipales - Cenes de la Vega (2023) | Elecciones Municipales - Cenes de la Vega (2023) | Elecciones Municipales - Cenes de la Vega (2023) |
| Partido político                                 | Partido político                                 | Votos                                            | Votos                                            | Concejales                                       |
| ------------------------------------------------ | ------------------------------------------------ | ------------------------------------------------ | ------------------------------------------------ | ------------------------------------------------ |
|                                                  | Partido Socialista Obrero Español (PSOE)         | 1312                                             | 39,32 %                                          | 6                                                |
|                                                  | Partido Popular (PP)                             | 1175                                             | 35,22 %                                          | 5                                                |
|                                                  | VOX                                              | 304                                              | 9,11 %                                           | 1                                                |
|                                                  | Somos Cenes                                      | 231                                              | 6,92 %                                           | 1                                                |
|                                                  | Adelante Andalucía                               | 150                                              | 4,49 %                                           | 0                                                |
|                                                  | Para la gente                                    | 123                                              | 3,68 %                                           | 0                                                |

## Cultura

### Patrimonio

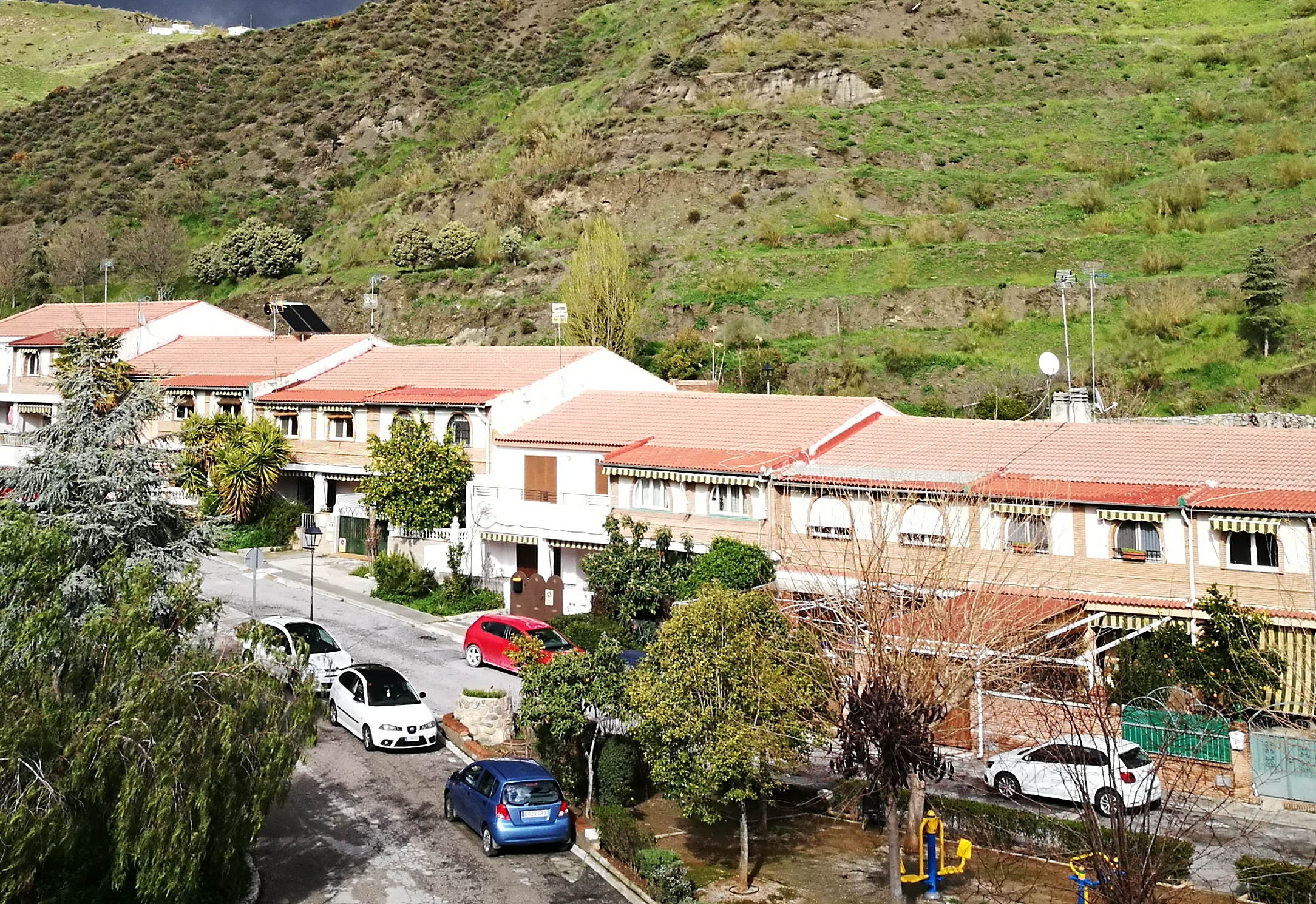
Viviendas del municipio.

La iglesia parroquial es del siglo XVI, y se menciona en el Libro de Apeos y Repartimiento de Cenes. Se dice que se conserva en muy buen estado, pues solo carecía de puertas y que poseía ciertas heredades y un horno de pan. Destaca su armadura mudéjar. Otro lugar conocido en el pueblo es el juzgado de paz, que está establecido en el edificio que correspondía a una antigua estación de tren, el cual iba desde Granada capital hasta Sierra Nevada. Por otro lado, se han encontrado restos arqueológicos que parecen corresponder a una necrópolis de origen morisco. La Necrópolis morisca se encuentra en el barrio de la Venta.

### Fiestas
La feria popular se celebra en el mes de agosto, en torno a la festividad de San Bartolomé. Además hay fiesta también en honor de la Virgen del Rosario durante la primera decena de octubre. Se conmemoran con mucha participación el Día de la Cruz y el del Corpus Christi.